# جيف وايتفوت (لاعب كرة قدم)
جيفري وايتفوت (31 ديسمبر 1933 - 2 يوليو 2024) لاعب كرة قدم إنجليزي لعب في مركز جناح لصالح نادي مانشستر يونايتد، غريمسبي تاون ونادي نوتنغهام فورست. في دوري الانجليزي لكرة القدم وقد توج مع منتخب إنجلترا تحت 23 سنة في عام 1954.